# Белорусский язык в мире
Белорусский язык используется в повседневной жизни этническими белорусами и представителями некоторых других этнических групп как на территории Республики Беларусь, так и за её пределами.

## Статус
- Беларусь — государственный язык
- Польша — вспомогательный язык в пяти гминах Подляского воеводства
- Украина — язык национального меньшинства
- Чехия — язык национального меньшинства

## По странам
| Страна    | Численность носителей | Процент | Год  | Источник |
| --------- | --------------------- | ------- | ---- | -------- |
| Беларусь  | 6340047               | 66,7%   | 2009 | [ 2 ]    |
| Россия    | 173980                | 0,12%   | 2010 | [ 3 ]    |
| Украина   | 56200                 | 0,13%   | 2003 | [ 4 ]    |
| Латвия    | 35500                 | 1,84%   | 2000 | [ 5 ]    |
| Польша    | 26700                 | 0,07%   | 2013 | [ 4 ]    |
| Казахстан | 8657                  | 0,05%   | 2009 | [ 6 ]    |
| Литва     | 7110                  | 0,25%   | 2014 | [ 4 ]    |